# القمة العالمية لطاقة المستقبل
القمة العالمية لطاقة المستقبل (WFES) هو حدث سنوي تستضيفه دولة الإمارات العربية المتحدة، ويهدف إلى تعزيز طاقة المستقبل وكفاءة الطاقة والتقنيات النظيفة والتقنيات المتقدمة مثل: الذكاء الإصطناعي. بدأت عام 2008 تحت رعاية الشيخ محمد بن زايد آل نهيان ولي عهد أبوظبي.
ساعدت شركة العلاقات العامة إيدلمان في إعداد هذا المشروع بهدف «تعزيز مكانة الإمارات العربية المتحدة في مجال البيئة».
تستقطب القمة قادة العالم وصناع السياسات الدوليين وقادة الصناعة والمستثمرين والخبراء والأكاديميين والمثقفين والصحفيين لمناقشة الحلول العملية والمستدامة لتحديات الطاقة المستقبلية.

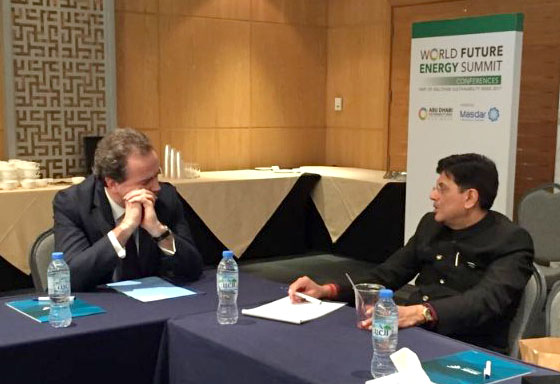
بيوش جويال في اجتماع ثنائي مع وزير الدولة في وزارة الأعمال والطاقة والاستراتيجية الصناعية بالمملكة المتحدة، السيد نيك هورد، عضو البرلمان، في القمة العالمية لطاقة المستقبل في أبو ظبي

وتمثل القمة التي تستضيفها شركة مصدر -شركة الطاقة المتجددة في أبوظبي-، والتي تقام في مركز أبوظبي الوطني للمعارض، منصة أعمال تهدف إلى جمع أصحاب المشاريع ومقدمي الحلول مع المستثمرين والمشترين من القطاعين العام والخاص. كما تم صُوّرت القمة على أنها فرصة لجميع المهتمين بمعالجة تغير المناخ للتجمع معًا لمشاركة الحلول والتوصل إلى اتفاقيات ومواصلة إحراز التقدم.

## حقائق وأرقام
في عام 2011، حضر القمة العالمية لطاقة المستقبل 35 وفدًا رسميًا، وأكثر من 26 ألف مشارك، و600 عارض، و200 متحدث، و3150 مندوبًا من 112 دولة.
حضر قمة 2011 العديد من قادة العالم، بما في ذلك بان كي مون، أولافور راجنار جريمسون، آصف علي زرداري، خوسيه سقراط كارفالو بينتو دي سوزا، الشيخة حسينة، نيكولوز جيلاوري، ولي العهد الأميرة فيكتوريا، الأمير غيوم.

## قادة الطاقة الشباب في المستقبل
يعد برنامج قادة الطاقة المستقبلية الشباب (YFEL) أحد عناصر القمة العالمية السنوية لطاقة المستقبل (WFES). يعد برنامج مصدر أحد برامج معهد مصدر، وهو ملتزم برفع مستوى الوعي وإشراك الطلاب والمهنيين الشباب في مجالات الطاقة المتجددة والاستدامة.

## جائزة زايد لطاقة المستقبل
أطلق الشيخ محمد بن زايد آل نهيان جائزة زايد لطاقة المستقبل، وهي جائزة تكريمية في مجال الطاقة، خلال القمة العالمية لطاقة المستقبل 2008. ستكون كفاءة الطاقة وخفض انبعاثات ثاني أوكسيد الكربون الصناعتان الفائزتان في مسابقة عام 2012. وتسلط جائزة عام 2012 الضوء أيضًا على ثلاث فئات جديدة أساسية لحل تحديات الطاقة المستقبلية لدينا - الشركات الصغيرة والمتوسطة الحجم والمنظمات غير الحكومية، والأفراد، والشركات الكبرى.